# Esfeniscidita
L'esfeniscidita és un mineral de la classe dels fosfats. Rep el nom dels "sphenisciformes", el nom de l'orde dels pingüins de l'Illa Elefant, a l'Antàrtida, on va ser descoberta l'espècie.

## Característiques
L'esfeniscidita és un fosfat de fórmula química (NH₄,K)(Fe3+,Al)₂(PO₄)₂(OH)·2H₂O. Va ser aprovada com a espècie vàlida per l'Associació Mineralògica Internacional l'any 1977. Cristal·litza en el sistema monoclínic. La seva duresa a l'escala de Mohs es troba entre 1 i 1,5, sent un mineral molt tou. És l'anàleg amb amoni de leucofosfita. L'esfeniscidita es forma per la interacció de solucions de fosfat derivades del guano amb minerals micàcis i clorítics del sòl sota una pingüinera.
Elephant island is the largest of the small group of islands forming the Northern end of the South Shetland Islands.

## Formació i jaciments
Va ser descoberta a l'Illa Elefant, l'illa més gran de les Illes Shetland del Sud, a la Península Antàrtica (Antàrtida Occidental, Antàrtida). També ha estat descrita a Pedra Branca, a Tasmània (Austràlia); a la pedrera Sa corona 'e sa craba, a Barbusi, Sardenya (Itàlia); i al dipòsit de Kerchenskoe, a la península de Crimea (Ucraïna).